# Liste der Bodendenkmale in Dänischenhagen
In der Liste der Bodendenkmale in Dänischenhagen sind die Bodendenkmale der Gemeinde Dänischenhagen nach dem Stand der Bodendenkmalliste des Archäologischen Landesamts Schleswig-Holstein von 2016 aufgelistet. Die Baudenkmale sind in der Liste der Kulturdenkmale in Dänischenhagen aufgeführt.
| Denkmal-ID           | Befundart               | Bezeichnung                   | Zeitstellung                 | Lage | Bemerkungen | Bild |
| -------------------- | ----------------------- | ----------------------------- | ---------------------------- | ---- | ----------- | ---- |
| aKD-ALSH-Nr. 003 057 | Befestigung > Burg      | Burg/Motte/Ringwall/Turmhügel | Mittelalter                  |      |             |      |
| aKD-ALSH-Nr. 003 058 | Grabmal > Langbett      | Langbett/Steinkammer          | Neolithikum                  |      |             |      |
| aKD-ALSH-Nr. 003 059 | Grabmal > Großsteingrab | Steinkammer                   | Neolithikum                  |      |             |      |
| aKD-ALSH-Nr. 003 060 | Grabmal > Grabhügel     | Grabhügel                     | Vor- und/oder Frühgeschichte |      |             |      |
| aKD-ALSH-Nr. 003 061 | Grabmal > Grabhügel     | Grabhügel                     | Vor- und/oder Frühgeschichte |      |             |      |
| aKD-ALSH-Nr. 003 062 | Grabmal > Grabhügel     | Grabhügel                     | Vor- und/oder Frühgeschichte |      |             |      |
| aKD-ALSH-Nr. 003 063 | Grabmal > Grabhügel     | Grabhügel                     | Vor- und/oder Frühgeschichte |      |             |      |